# Murex hidalgoi
Murex hidalgoi är en snäckart som beskrevs av Joseph Charles Hippolyte Crosse 1869. Murex hidalgoi ingår i släktet Murex och familjen purpursnäckor. Inga underarter finns listade i Catalogue of Life.